# Brian Jean
Brian Jean, B.Sc, M.B.A., LL.B. (né le 3 février 1963 à Kelowna, Colombie-Britannique) est un homme politique canadien.

## Biographie
Il a été le député à la Chambre des communes du Canada, représentant la circonscription albertaine d'Athabasca puis de Fort McMurray—Athabasca de l'élection fédérale de 2004 jusqu'à sa démission du vendredi 17 janvier 2014 sous la bannière du Parti conservateur du Canada. Il était le secrétaire parlementaire du ministre des Transports, de l'Infrastructure et des Collectivités, Lawrence Cannon.
Brian Jean a travaillé comme avocat, bûcheron, éditeur, homme d'affaires, instructeur, et travailleur agricole avant de se lancer en politique. Il a été réélu à trois reprises aux élections de 2006, 2008 et de 2011.
En mars 2015, il prend la tête du Parti Wildrose en Alberta, juste avant que des élections soient déclenchées. Il réussit à mener le Wildrose au statut d'opposition officielle face au gouvernement qui a été formé par le NPD, les Conservateurs étant défaits après 44 ans de règne.

## Résultats électoraux
| Élection générale albertaine de 2015 : Fort McMurray-Conklin | Élection générale albertaine de 2015 : Fort McMurray-Conklin | Élection générale albertaine de 2015 : Fort McMurray-Conklin | Élection générale albertaine de 2015 : Fort McMurray-Conklin | Élection générale albertaine de 2015 : Fort McMurray-Conklin | Élection générale albertaine de 2015 : Fort McMurray-Conklin |
| Parti                                                        | Parti                                                        | Candidat                                                     | # de voix                                                    | % de voix                                                    | ± %                                                          |
| ------------------------------------------------------------ | ------------------------------------------------------------ | ------------------------------------------------------------ | ------------------------------------------------------------ | ------------------------------------------------------------ | ------------------------------------------------------------ |
|                                                              | Wildrose                                                     | Brian Jean                                                   | 2 950                                                        | 43,87 %                                                      | +3,71 %                                                      |
|                                                              | Néo-démocrate                                                | Ariana Mancini                                               | 2 071                                                        | 30,80 %                                                      | +23,05 %                                                     |
|                                                              | Progressiste-conservateur                                    | Don Scott                                                    | 1 497                                                        | 22,26 %                                                      | -26,69 %                                                     |
|                                                              | Libéral                                                      | Melinda Hollis                                               | 207                                                          | 3,08 %                                                       | +0,11 %                                                      |
| Total                                                        | Total                                                        | Total                                                        | 6 725                                                        | 100,00 %                                                     |                                                              |

|       | Candidat       | Parti        | # de voix | % des voix |
|       | Brian Jean     | Conservateur | +21 988,  | 71,84 %    |
|       | Karen Young    | Libéral      | +03 190,  | 10,42 %    |
|       | Berend Wilting | NPD          | +04 053,  | 13,24 %    |
|       | Jule Asterisk  | Vert         | +01 374,  | 4,49 %     |
| Total | Total          | Total        | 30 605    | 100 %      |

|       | Candidat         | Parti         | # de voix | % des voix |
|       | Brian Jean       | Conservateur  | 17 160    | 67,17 %    |
|       | John Webb        | Libéral       | 2 689     | 10,53 %    |
|       | Mark Voyager     | NPD           | 3 267     | 12,79 %    |
|       | Dylan Richards   | Vert          | 1 619     | 6,34 %     |
|       | Jacob Strydhorst | Héritage      | 186       | 0,73 %     |
|       | John Malcolm     | First Peoples | 244       | 0,96 %     |
|       | Shawn Reimer     | Indépendant   | 382       | 1,5 %      |
| Total | Total            | Total         | 25 547    | 100 %      |